# Ideoroncus paranensis
Ideoroncus paranensis es una especie de arácnido del orden Pseudoscorpionida de la familia Ideoroncidae.

## Distribución geográfica
Se encuentra en Brasil.